# Fontaine de Bonneville
La fontaine de Bonneville est une fontaine située à Bonneville, en France.

## Localisation
La fontaine est située dans le département français de la Haute-Savoie, sur la commune de Bonneville.

## Historique
L'édifice est inscrit au titre des monuments historiques en 1942.